# Breguet (lotnictwo)
Breguet (Société Anonyme des Ateliers d'Aviation Louis Breguet) – francuska wytwórnia lotnicza założona w 1911 przez Louisa Bregueta. W 1973 połączyła się z firmą Dassault, tworząc koncern Dassault-Breguet.

## Wybrane konstrukcje
- Breguet 14
- Breguet 19
- Breguet 393T
- Breguet Bre.693
- Breguet Alizé
- Breguet Atlantic